# Arnolfo d'Olanda
Arnolfo d'Olanda, in olandese Arnulf van Gent (950/55 – Winkel, 18 settembre 993), fu il quarto (secondo gli Annales Egmundani, fu il terzo) conte d'Olanda dal 988 fino alla sua morte.

## Origine
Era il figlio primogenito del terzo conte d'Olanda, Teodorico II e della moglie Hildegarda di Fiandra.
Hildegarda di Fiandra (prima del 933-10 aprile 990), era figlia del Conte di Fiandra, Arnolfo I, e della sua seconda moglie, Adele di Vermandois, ma secondo alcuni storici, tra cui Gerhard Rösch, era figlia di Arnolfo I di Fiandra e della sua prima moglie di cui non si conoscono né il nome né gli ascendenti.
Teodorico II d'Olanda, era l'unico figlio del secondo Conte d'Olanda, Teodorico I e della moglie Geva, di cui non si conoscono gli ascendenti, ma di nobili origini.

## Biografia
Suo padre, Teodorico II, morì il 6 maggio 988 e fu sepolto, vicino al padre Teodorico I, nell'abbazia di Egmond. Arnolfo succedette al padre, nel titolo di conte d'Olanda e, in quello stesso anno, nel mese di maggio, per la prima volta, Arnolfo viene citato, come conte d'Olanda.
Sua madre, Hildegarda di Fiandra, morì l'11 aprile 990 e fu sepolta, vicino al marito Teodorico II, nell'abbazia di Egmond.
Arnolfo morì il 18 settembre 993 nei pressi del villaggio di Winkel e fu sepolto, vicino al padre Teodorico I, nell'abbazia di Egmond.
Gli succedette il figlio Teodorico.

## Discendenza
Arnolfo, nel 980, alla presenza dell'Imperatore del Sacro Romano Impero, Ottone II di Sassonia, aveva sposato Liutgarda, figlia di Sigfrido, primo conte di Lussemburgo e di Edvige di Nordgau, figlia di Eberardo IV, conte di Nordgau. Liutgarda era sorella di Cunegonda, la quale aveva sposato il re di Germania e futuro Imperatore del Sacro Romano Impero, Enrico II,
Sigfrido di Lussemburgo, era il figlio di Vigerico di Bidgau e di Cunigonda, nipote del re dei Franchi Occidentali, Luigi il Balbo (la madre di Cunigonda era Ermetrude, figlia di Luigi il Balbo), quindi discendente di Carlo Magno.
Il matrimonio di Arnolfo con Liutgarda viene ricordato anche dalla Chronologia Johannes de Beke, nel capitolo 37, dove erroneamente sostiene che Liutgarda era figlia di Teofano, (ricordata come imperatore bizantino) e, sempre erroneamente, sorella di Teofano, moglie dell'imperatore, Ottone II di Sassonia.
Arnolfo da Liutgarda ebbe tre figli:
- Teodorico (981/90 - 939), che succedette al padre come conte d'Olanda[20]
- Sigfrido[20] ( † 930), che dal documento n° 88 del Oorkondenboek Holland, viene ricordato, assieme ai genitori ed al fratello, nell'opera di realizzazione , dell'abbazia di Egmond[23]
- Adelina, che, come ci viene confermato dalle Europäische Stammtafeln.[4], vol II, cap. 2 (non consultate) aveva sposato, in prime nozze, Baldovino II di Boulogne[22], ed in seconde nozze, verso il 1033, Enguerrand I di Ponthieu, come confermato dal "Chronicon centulense", ou Chronique de l'abbaye de Saint-Riquier[24].

## Ascendenza
|                       |                         |                          | Genitori                |  |  | Nonni |  |  | Bisnonni            |  |  | Trisnonni           |  |
|                       |                         |                          |                         |  |  |       |  |  | Gerulfo II d'Olanda |  |  | Gerulfo I di Frisia |  |
|                       |                         |                          |                         |  |  |       |  |  | Gerulfo II d'Olanda |  |  | Gerulfo I di Frisia |  |
|                       |                         | …                        |                         |  |  |       |  |  | Gerulfo II d'Olanda |  |  |                     |  |
| Teodorico I d'Olanda  |                         |                          |                         |  |  |       |  |  | Gerulfo II d'Olanda |  |  |                     |  |
|                       |                         | …                        | …                       |  |  |       |  |  |                     |  |  |                     |  |
|                       |                         | …                        | …                       |  |  |       |  |  |                     |  |  |                     |  |
|                       |                         | …                        | …                       |  |  |       |  |  |                     |  |  |                     |  |
| Teodorico II d'Olanda |                         | …                        |                         |  |  |       |  |  |                     |  |  |                     |  |
|                       |                         | …                        | …                       |  |  |       |  |  |                     |  |  |                     |  |
|                       |                         | …                        | …                       |  |  |       |  |  |                     |  |  |                     |  |
|                       |                         | …                        | …                       |  |  |       |  |  |                     |  |  |                     |  |
| Geva                  |                         | …                        |                         |  |  |       |  |  |                     |  |  |                     |  |
|                       |                         | …                        | …                       |  |  |       |  |  |                     |  |  |                     |  |
|                       |                         | …                        | …                       |  |  |       |  |  |                     |  |  |                     |  |
|                       |                         | …                        | …                       |  |  |       |  |  |                     |  |  |                     |  |
| Arnolfo d'Olanda      |                         | …                        |                         |  |  |       |  |  |                     |  |  |                     |  |
|                       | Baldovino II di Fiandra | Baldovino I di Fiandra   |                         |  |  |       |  |  |                     |  |  |                     |  |
|                       | Baldovino II di Fiandra | Baldovino I di Fiandra   |                         |  |  |       |  |  |                     |  |  |                     |  |
|                       | Baldovino II di Fiandra | Giuditta di Fiandra      |                         |  |  |       |  |  |                     |  |  |                     |  |
| Arnolfo I di Fiandra  | Baldovino II di Fiandra |                          |                         |  |  |       |  |  |                     |  |  |                     |  |
|                       |                         | Elfrida del Wessex       | Alfredo il Grande       |  |  |       |  |  |                     |  |  |                     |  |
|                       |                         | Elfrida del Wessex       | Alfredo il Grande       |  |  |       |  |  |                     |  |  |                     |  |
|                       |                         | Elfrida del Wessex       | Ealhswith               |  |  |       |  |  |                     |  |  |                     |  |
| Hildegarda di Fiandra |                         | Elfrida del Wessex       |                         |  |  |       |  |  |                     |  |  |                     |  |
|                       |                         | Erberto II di Vermandois | Erberto I di Vermandois |  |  |       |  |  |                     |  |  |                     |  |
|                       |                         | Erberto II di Vermandois | Erberto I di Vermandois |  |  |       |  |  |                     |  |  |                     |  |
|                       |                         | Erberto II di Vermandois | Liutgarda de Morvois    |  |  |       |  |  |                     |  |  |                     |  |
| Adele di Vermandois   |                         | Erberto II di Vermandois |                         |  |  |       |  |  |                     |  |  |                     |  |
|                       |                         | Adele di Neustria        | Roberto I di Francia    |  |  |       |  |  |                     |  |  |                     |  |
|                       |                         | Adele di Neustria        | Roberto I di Francia    |  |  |       |  |  |                     |  |  |                     |  |
|                       |                         | Adele di Neustria        | Adele del Maine         |  |  |       |  |  |                     |  |  |                     |  |
|                       |                         | Adele di Neustria        |                         |  |  |       |  |  |                     |  |  |                     |  |